# 冰川棘豆
冰川棘豆（学名：Oxytropis glacialis）为豆科棘豆属下的一个种。